# DanNet
DanNet er et dansk ordnet udarbejdet af Center for Sprogteknologi på Københavns Universitet og af Det Danske Sprog- og Litteraturselskab
med Bolette Sandford Pedersen og Sanni Nimb som de centrale udviklere.
Inspireret af det amerikanske WordNet indeholder DanNet 65.000 synonymsæt (synsets) svarende til et begreb.
Nogle tusinde synsets er forbundet til tilsvarende synsets i det engelsk-sprogede WordNet.
Det er ikke altid muligt at matche synsets mellem DanNet or WordNet.
DanNet er frit tilgængelig fra websiden https://cst.ku.dk/projekter/dannet/ hvor det udgives under en variant af MIT-licensen.
Seneste offentliggjorte version er 2.2 udgivet den 3. januar 2013.
Wikidatas danske leksemer linker til et mindre antal af DanNets ord.